# Vàters al Japó
Existeixen tres tipus de vàters al Japó. El més antic és similar a una placa turca, i encara és habitual en serveis públics.
Després de la Segona Guerra Mundial, es van fer comuns els vàters amb cisterna de tipus occidental. Els més moderns són ara els vàters amb bidet incorporat, que, a data de 2004, estan presents en més de la meitat dels habitatges japonesos i són encara més populars en hotels. Al Japó aquests bidets se solen anomenar Washlets (ウォシュレット), un nom comercial de l'empresa TOTO, i inclouen moltes funcionalitats avançades que rarament es veuen fora del Japó.

## Història

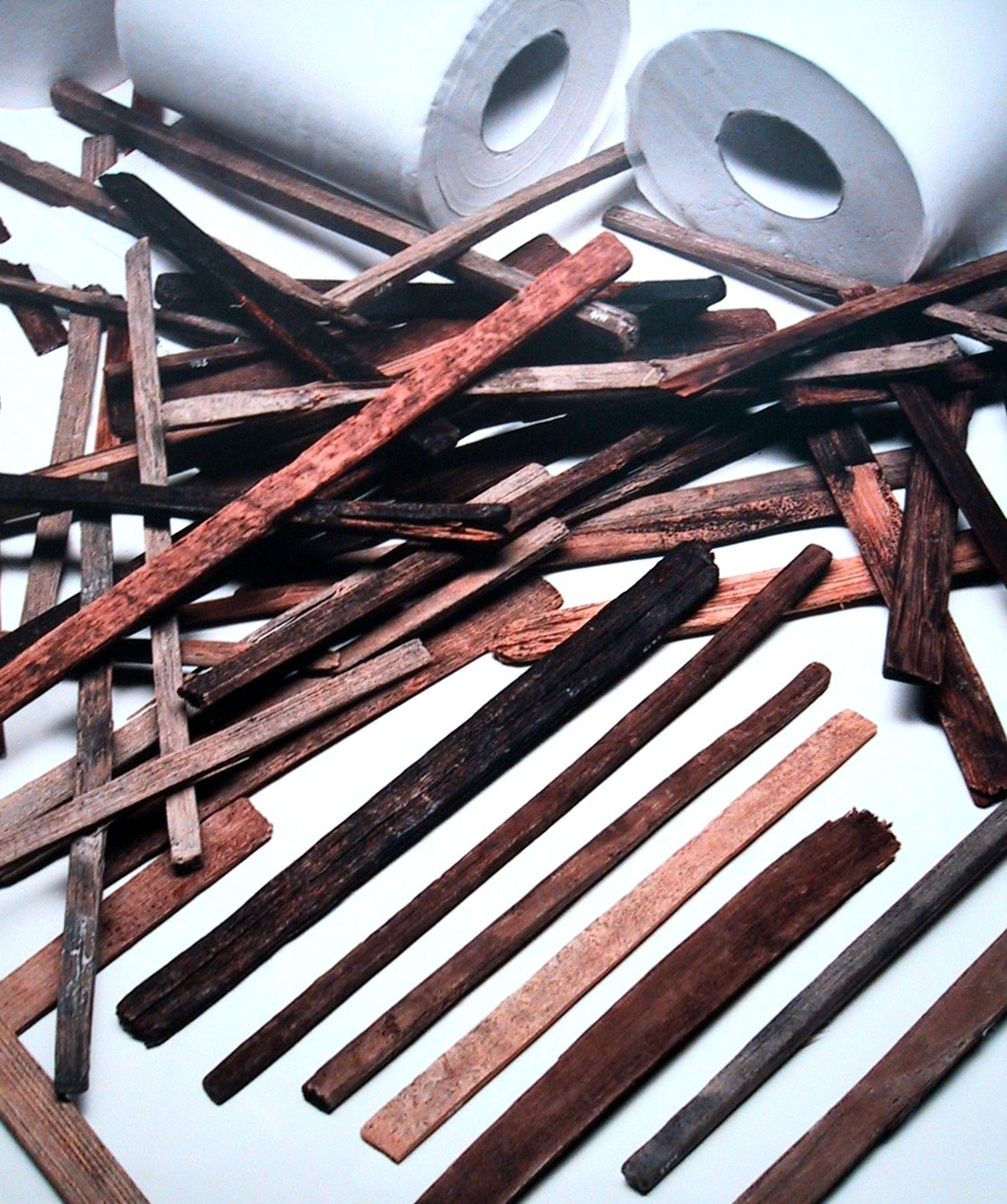
Bastons higiènics de fusta, tal com s'utilitzaven en el període Nara. Els rotllos moderns al fons hi són per a comparar la grandària.

Al Japó els vàters s'han usat des de la primeria de la civilització, encara que el seu ús i construcció exactes encara es desconeixen. Els sistemes de drenatge més antics són del període Yayoi (entre els anys 300 aC i el 250 dC). Aquests sistemes s'usaven en instal·lacions més grans, probablement en conjunt amb vàters. Durant el període Nara (710 a 784), es va crear un sistema de clavegueram a la capital Nara. Consistia en uns corrents d'aigua de 10 a 15 cm d'amplària on l'usuari es posava a la gatzoneta amb un peu a cada costat del flux d'aigua. S'usaven bastons de fusta a manera de paper higiènic.
Els vàters més antics del Japó també daten d'aquest temps. Es construïen sobre un clot en el sòl de forma similar a una latrina.
En els primers temps s'usaven algues per netejar-se, però ja en el període Edo, se substituïren per paper higiènic fet de washi (paper tradicional japonès). A les regions de muntanya s'usaven també espàtules de fusta i grans fulles. Sovint els vàters es construïen sobre un corrent d'aigua. Tanmateix, històricament les latrines eren més habituals, atès que eren més fàcils de construir i es podien usar les femtes com fertilitzant, una cosa molt important en un país on el budisme i el seu vegetarianisme associat feien reduir la dependència en el bestiar per a menjar. De fet, els productes de deixalla de la gent rica es venien més cars a causa del fet que llur dieta era millor.
Aquesta pràctica es va fer molt menys comuna després de la Segona Guerra Mundial, tant per raons sanitàries com per raó de la proliferació d'adobs químics, però encara es poden trobar terres fertilitzades amb femta humana. Històricament Japó ha tingut uns estàndards higiènics molt per sobre de, per exemple, d'Europa, i la neteja de les deixalles humanes era comuna, mentre que a Europa les aigües negres simplement es tiraven al carrer durant una gran part de la història del continent.

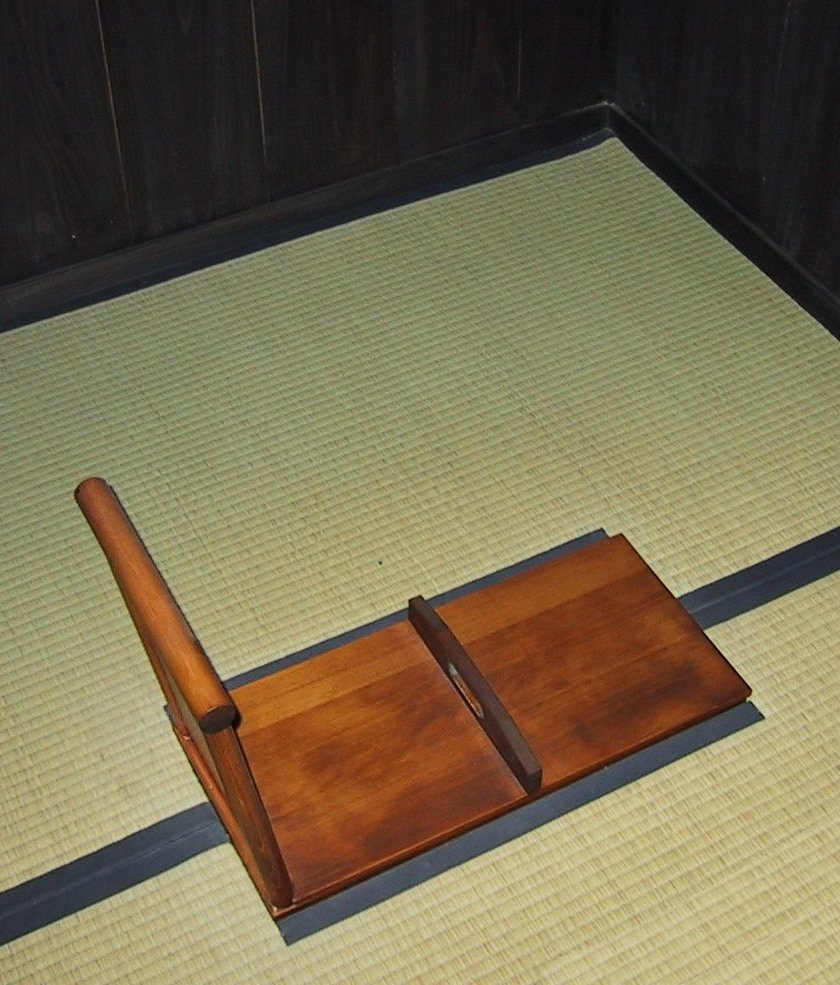
Placa turca de l'era Meiji d'una família rica prop de Nakatsugawa.

En l'illa d'Okinawa, el vàter estava sovint unit a la cort, i als porcs se'ls alimentava amb les deixalles humanes. Aquesta pràctica va cessar després de la Segona Guerra Mundial.
Durant el període Azuchi-Momoyama (1568 a 1600), es va construir la claveguera Taiko al voltant del Castell d'Osaka, i encara existeix i funciona avui dia. L'ús de sistemes moderns de clavegueram va començar en 1884, amb la instal·lació del primer embornal de maó i ceràmica en Kanda (Tòquio). Es van instal·lar més sistemes d'aigua i clavegueram després del Gran terratrèmol de Kantō per a evitar epidèmies després de futurs terratrèmols. Nogensmenys, la construcció d'embornals només va augmentar després de la segona guerra mundial per a donar proveïment amb els productes de deixalla dels creixents centres de població.
En l'any 2000, 60% de la població estava connectada al sistema de clavegueram. El Dia Nacional del Clavegueram és el 10 de setembre.
Els vàters i urinaris d'estil occidental van començar a aparèixer al Japó al començament del segle xx, però el seu ús només es va escampar després de la segona guerra mundial a causa de la població americana. El 1977 la venda de vàters occidentals va excedir la de les tradicionals «plaques turques» japoneses. Basant-se en els vàters suïssos i nord-americans amb bidet incorporat, la major companyia del món de fabricació d'aparells sanitaris, TOTO, va presentar el Washlet el 1980. Les empreses japoneses produeixen actualment alguns dels vàters més avançats i de més alta tecnologia del món.
El 17 de gener de 2017 l'Associació de la Indústria Japonesa d'Equips Sanitaris acordà l'estandardització de les icones dels botons de controls.

## Terminologia
Els vàters i les habitacions que els contenen es coneixen per diversos noms en japonès. El nom més comú és toire (トイレ).
Toire és un abreujament de toiretto (トイレット), que és una paraula incorporada de la paraula anglesa toilet. Avui dia ambdós termes s'usen tant per al vàter com per a l'habitació en la qual es troba.
Entre els mots per a cambres o altres estructures que contenen inodors, potser el més comú és el terme otearai (お手洗い) (literalment, "rentar-se les mans"). Parlant amb rigor, otearai es refereix al lavabo i és un equivalent de l'eufemisme que es fa servir en català. També és habitual de veure keshōshitsu (化粧室, literalment "cambra del talc"), un terme traduït de l'anglès. 
El vàter en si mateix es diu benki (便器) ("dispositiu d'excrements"). El seient del vàter es denomina benza (便座) ("seient dels excrements"). Un orinal o una trona es diu omaru (de vegades s'escriu 御虎子).
L'Associació Japonesa del Vàter celebra un dia no oficial del vàter el 10 de novembre, perquè al Japó els nombres 11/10 (per al mes i el dia) es poden llegir ii-to(ire), que també significa "bon vàter".

## Tipus d'inodors

### Vàter tradicional tipus placa turca

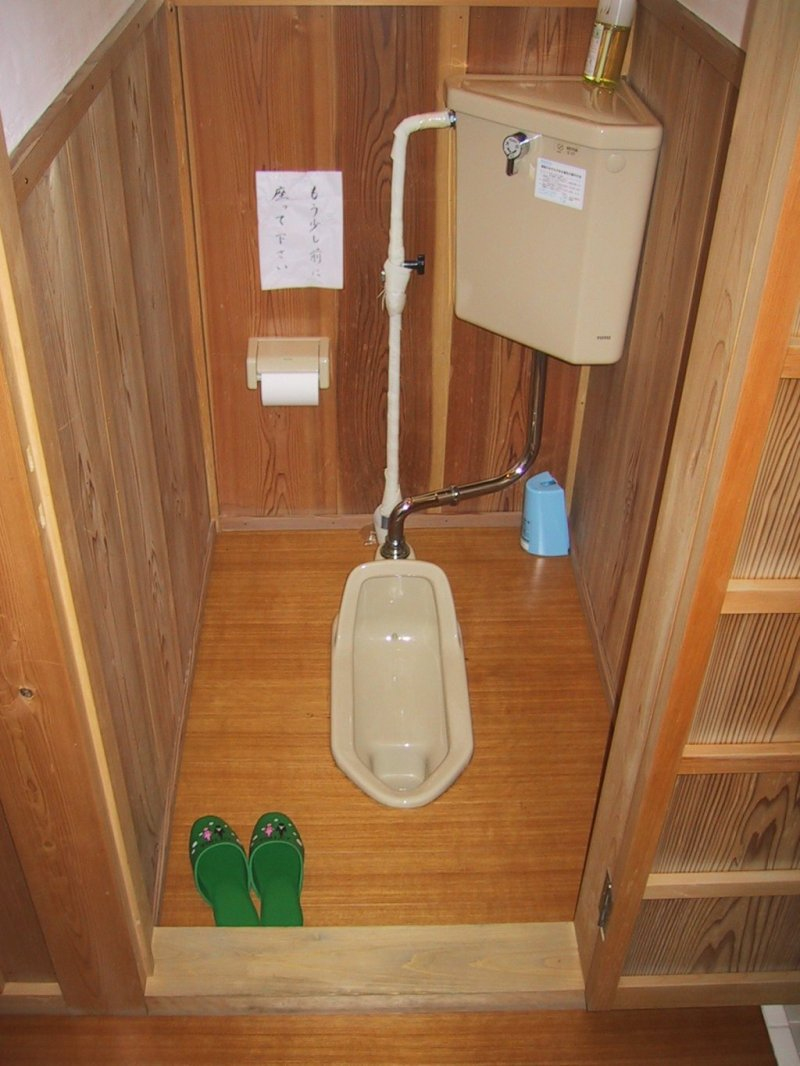
Un vàter japonès contemporani tipus placa turca, incloent sabatilles de cambra de bany. El senyal escrit a mà a l'esquerra de la cantonada vertical diu: «Per favor ajupi's una mica més a prop».

El vàter tradicional d'estil japonès (和式, washiki) és una placa turca, també coneguda com a «inodor asiàtic», ja que són comuns en tota Àsia altres vàters similars a aquest. Aquest tipus de vàters difereix dels occidentals tant en construcció com en la forma d'ocupació. El vàter tradicional japonès sembla bàsicament un urinari posat en horitzontal sobre el sòl. Al Japó, la majoria estan fets de porcellana, encara que en alguns casos (com als trens), també es fan d'acer inoxidable. En comptes d'asseure's, l'usuari s'ajup sobre la condícia mirant cap al cassó hemisfèric, això és, cap a la paret que està després del vàter en la imatge de la dreta. Una espècie de canaló recull els residus, en comptes de la tassa plena d'aigua que s'empra en els vàters occidentals. La resta dels aparells, tals com la cisterna i les canonades, poden ser idèntics als del vàter occidental. Estirar la cadena fa que l'aigua empenyi els residus des del canaló cap a un desguàs que desemboca en el sistema de clavegueram. La cisterna sovint es maneja de la mateixa forma que en els vàters occidentals, però alguns tenen en el seu lloc manilles per tirar o pedals en el sòl.
Molts inodors japonesos tenen dues formes d'estirar de la cadena: descàrrega gran i petita. La diferència substancial és la quantitat d'aigua usada. La primera forma es fa servir per a la femta i la segona per a l'orina. Algunes persones mantenen premuda la manilla en la manera petita per a disposar d'un soroll continu, com es comenta més ensota.
Hi ha dues variacions comunes: una en la qual el vàter està al mateix nivell que el sòl, i una altra en la qual es troba elevat en una plataforma a uns 30 cm d'altura. La segona és més senzilla d'usar per als homes quan orinen dempeus, encara que ambdós tipus poden usar-se amb aquest objectiu. Tampoc hi ha cap diferència en defecar o orinar a la gatzoneta. L'usuari se situa sobre el vàter mirant cap al cassó i es baixa els pantalons (o alça la seva faldilla) i roba interior fins als genolls. Llavors s'ajup sobre el canaló, tan endavant com pugui, ja que l'excrement tendeix a caure a la vora posterior del receptacle si l'usuari s'ajup massa enrere; per aquesta raó molts vàters públics tenen cartells de «per favor, apropi's una mica més». És important mantenir l'equilibri durant la defecació.
Els inexperts i estrangers sovint s'agafen de la canonada que hi ha al capdavant, que a raó d'això ha rebut el sobrenom de «barra dels grunyits», a causa dels sons que s'emeten mentre es pren de la susdita barra. Si la xarxa d'aigua està oculta o no és suficientment robusta, de vegades hi ha instal·lada una barra específicament perquè l'usuari mantingui el seu equilibri, tant en usar el vàter com en aixecar-se després de l'ús. Una altra estratègia usada sovint pels estrangers per evitar qualsevol possible accident és despullar-se completament de cintura cap avall i penjar la seva roba abans d'adoptar la posició.
Un avantatge d'aquest tipus és que són fàcils de netejar. Són més barats de fabricar i consumeixen menys aigua cada vegada que es buida la cisterna. A més, gràcies al fet que no hi ha contacte directe amb el seient, són més higiènics. El canaló sense aigua també serveix per reduir el risc d'esquitxades durant la defecació. No obstant això, ja que els excrements estan exposats a l'aire fins que es buida la cisterna, solen produir olors molt més intenses que si estiguessin submergits en l'aigua com en els excusats occidentals, un efecte que és sovint apreciable dins i prop de qualsevol servei japonès.
També se li atribueixen diversos beneficis a la salut als inodors tipus placa turca. Es diu que enforteixen els músculs de la pelvis en les dones, reduint la probabilitat d'incontinència. També es diu que reforcen els malucs, que milloren tant la respiració com la concentració i que la postura afavoreix que s'elimini més matèria fecal del còlon. Adoptar i mantenir la postura a la gatzoneta regularment pot també ajudar a millorar la flexibilitat dels genolls. De tota manera, no hi ha cap estudi mèdic que confirmi aquestes afirmacions.
La fabricadora japonesa de mobiliari de bany TOTO produeix excusats tipus tradicional amb un bidet incorporat per netejar l'anus.
De moment no hi ha disponible una neteja frontal.

### Inodor de tipus occidental

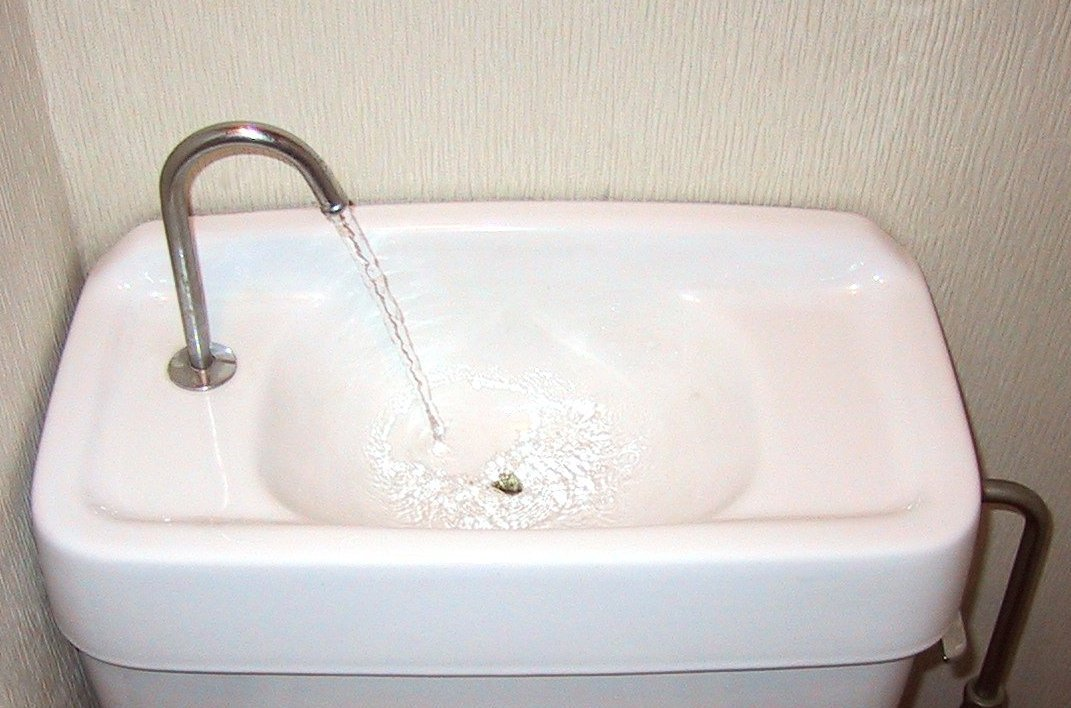
Un petit lavabo sobre la cisterna d'aquest inodor tipus occidental permet que els usuaris estalviïn aigua rentant-se les mans amb l'aigua que s'usarà la vegada següent que es tiri de la cadena. Noti's que aquesta aigua no és per a beure.

El vàter estàndard que es fa servir a tot el món es denomina inodor «tipus occidental» (洋式) al Japó. Aquests vàters, juntament amb els vàters d'alta tecnologia, són més comuns a les cases japoneses que els vàters tradicionals, encara que alguns apartaments antics conserven adhesius en la condícia explicant la manera correcta d'usar els vàters occidentals per a orinar i defecar. Encara que la majoria de llocs públics, tals com a escoles, temples i estacions de tren sovint estan equipats només amb excusats tradicionals, en les seves pròpies llars, els japonesos s'estimen més de poder asseure's, especialment persones ancianes per a les quals posar-se a l'agatzoneta representa un esforç o és incòmode.

### Bidets japonesos d'alta tecnologia

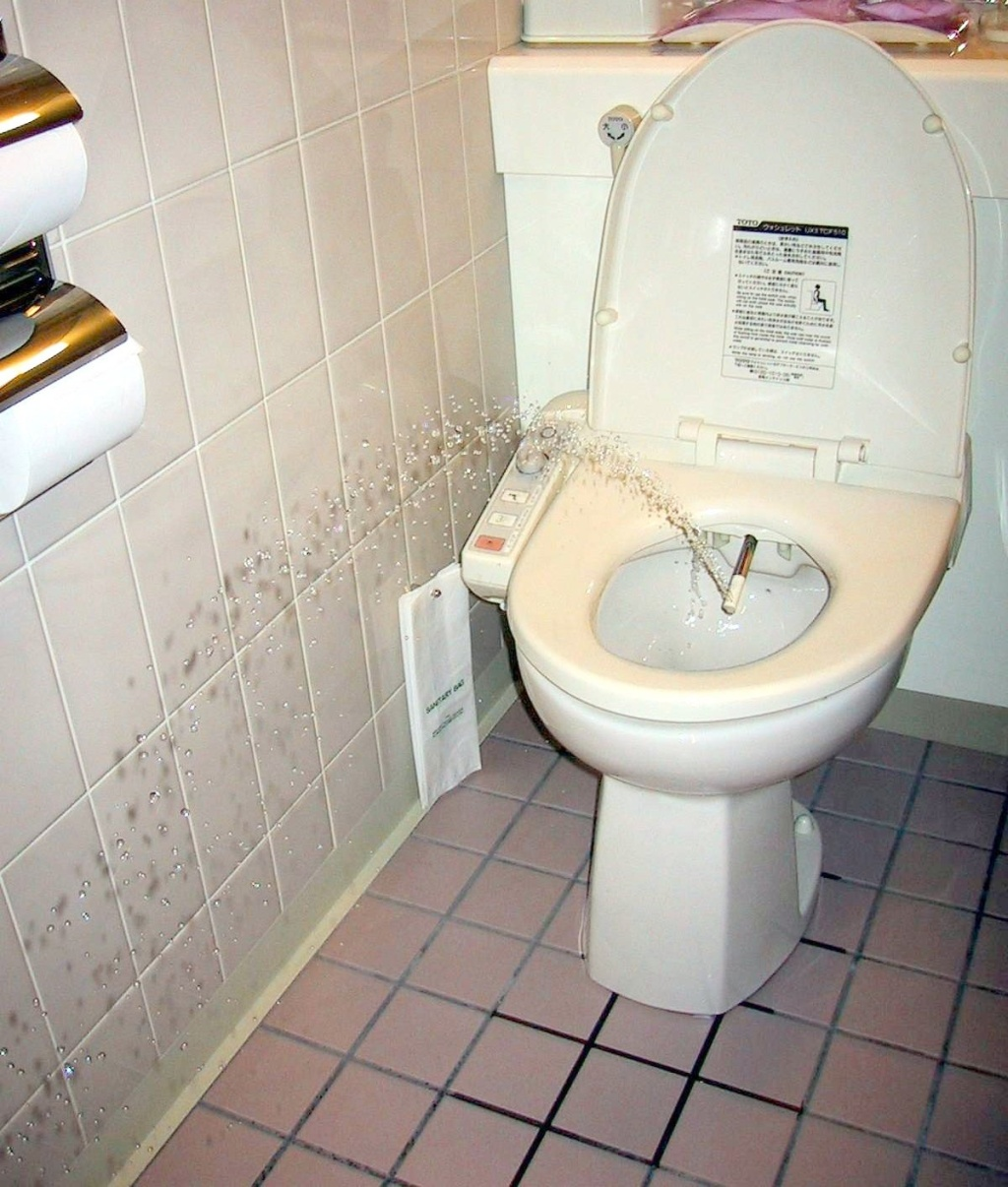
Aquest doll d'aigua netejaria a l'usuari d'aquest vàter amb bidet.

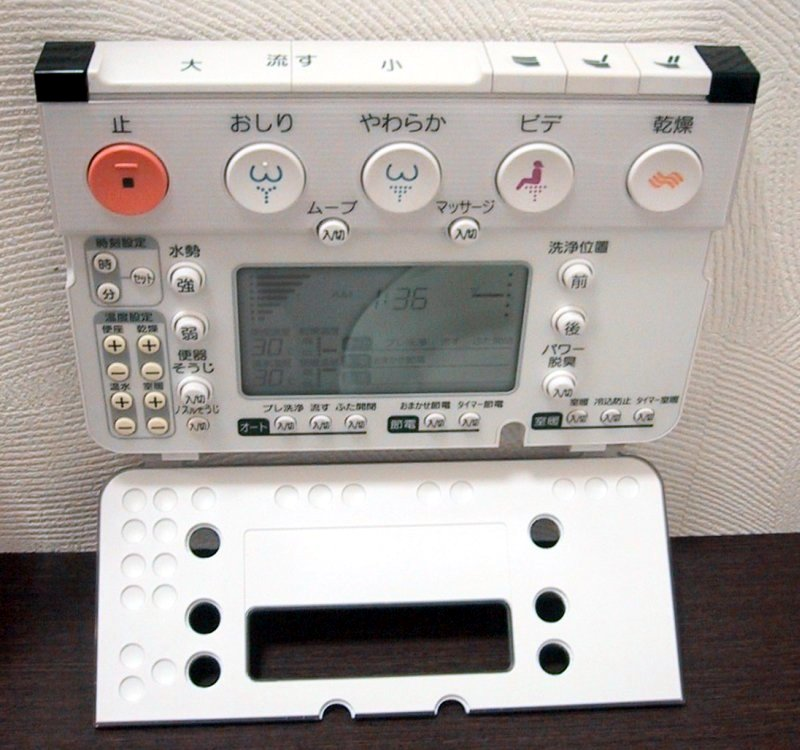
Un panell de control sense fil amb 38 botons per a un vàter d'alta tecnologia.

El vàter modern japonès, sovint conegut en el seu idioma com washlet (ウォシュレット) o com a «vàter que neteja amb aigua temperada» (温水洗浄便座: onsui senjō benza) és el tipus de vàter més avançat del món, perquè ofereix una quantitat sorprenent de funcionalitats.
El producte de TOTO anomenat Washlet Zoe està llistat en el Llibre Guinness dels rècords com el vàter més sofisticat (té set funcions). No obstant això, ja que aquest model es va presentar el 1997, probablement és inferior a l'últim producte del mateix fabricador, el Neorest. La idea del washlet va provenir de l'exterior, i el primer vàter amb bidet integrat es va produir fora del Japó el 1964. L'era dels vàters d'alta tecnologia va començar al Japó el 1980 amb la introducció de la Washlet G Seriïs per Toto, i des de 2002, gairebé la meitat de les llars japoneses disposen d'aquest tipus de vàter, excedint a la quantitat de llars amb un ordinador personal. Encara que l'inodor sembla com un occidental a primera vista, té una sèrie de funcions addicionals, tals com a assecador, escalfador de seient, opcions de massatge, controls d'ajust del doll d'aigua, obertura automatitzada de la tapa, activació de la cisterna després de l'ús, panells de control sense fils, calefacció i aire condicionat per a l'habitació, etc.
Les funcions són accessibles a través d'un panell de control que o bé està a un costat de la tassa o en una paret propera, sovint transmetent les ordres de forma sense fil.
La funció més bàsica és el bidet integrat, un filtre de la grandària d'un llapis que surt de la part d'a baix del seient del vàter i llança un doll d'aigua. Té dues posicions, una per l'anus i una altra per la vulva. La primera es denomina "neteja posterior", "ús general" o "neteja familiar", i la segona es coneix com a "neteja femenina" o "rentat femení". En cap moment el filtre entra en contacte amb el cos de l'usuari. El filtre també és autonetejable i es neteja a si mateixa abans i després de cada operació. L'usuari pot triar netejar la seva vulva o el seu anus pressionant el botó corresponent en el panell de control. Habitualment, es fa servir el mateix filtre per a ambdues operacions, però en una posició diferent d'aquesta, i usant obertures diferents per expulsar el doll d'aigua en angles diferents per apuntar al lloc correcte. Ocasionalment s'empren dos filtres diferents, cadascuna dedicada a una àrea. Els models moderns tenen la lògica de control unida a un sensor de pressió en el seient del vàter, i opera només quan detecta que el seient està ocupat. Els primers models no disposaven d'aquest mecanisme de seguretat, per la qual cosa els usuaris curiosos que premien els botons mentre miraven el vàter rebien un doll d'aigua tèbia en la cara.
La majoria dels vàters d'alta tecnologia també permeten triar la pressió de l'aigua per ajustar-la a les preferències de l'usuari.
Per defecte, la vulva rep menys pressió que per l'anus. Habitualment també es pot escollir la temperatura de l'aigua.
Investigadors al Japó han descobert que la majoria dels clients prefereixen una temperatura de l'aigua lleugerament superior a la temperatura corporal, i 38 °C es considera la millor. La posició exacta del filtre també sol poder ajustar-se avanci o enrere manualment. Els washlets de gamma alta també permeten seleccionar un doll pulsante. Els fabricants afirmen que ajuda en casos d'hemorroides i restrenyiment, i el doctor Hiroshi Ojima afirma que aquests vàters són populars a causa de l'escàs consum de fibra i del gran índex de restrenyiment que hi ha al Japó. Els washlets més avançats poden fins i tot barrejar l'aigua tèbia amb sabó per millorar el procés de neteja.
El washlet pot reemplaçar al paper higiènic completament, però molts usuaris opten per millorar la higiene en combinació amb l'acció mecànica del paper. Això també depèn de la regió netejada, i la neteja de la vulva pot no requerir l'ús del paper.
Una altra funció que es troba comunament és l'assecador, sovint ajustable entre 40 °C i 60 °C per assecar les regions que han estat mullades després de l'ús del bidet integrat. Unes altres de les funcions són l'escalfador del seient, que es pot ajustar entre 30 °C i 40 °C; una tapa automatitzada amb detector de proximitat, que s'obre i tanca conforme a la posició de l'usuari; buidatge automàtic de la cisterna; desodorització automàtica de l'aire; i superfície resistent a gèrmens. Alguns models especialment dissenyats per als ancians inclouen reposabraços per ajudar a l'usuari a aixecar-se després de l'ús. Una funció de «tancat suau» redueix la velocitat de descens de la tapa del vàter quan es tanca per evitar que faci soroll, o en alguns models la tapa es baixa automàticament després d'un temps després de l'ús. La introducció més recent és el sistema de desodorització per ozó que és capaç d'eliminar ràpidament l'olor de les deixalles. També, els últims model emmagatzemen els temps d'ús del vàter, i tenen un sistema d'estalvi d'energia que només manté calenta el seient en els períodes en els quals el sistema prediu que es va a usar el vàter basant-se en els usos anteriors. Alguns vàters brillen en la foscor o fins i tot disposen d'aire condicionat per als dies càlids d'estiu.
Una altra innovació recent són els sensors intel·ligents que detecten si algú està enfront del vàter mirant cap a ell, en aquest cas aixequen la tapa i el seient, o si la persona està d'esquena, només aixequen la tapa.
Recentment, els investigadors han incorporat sensors mèdics en aquests vàters, que poden mesurar el sucre en sang basant-se en l'orina, i també el pols, la pressió sanguínia i el contingut de greix en el cos de l'usuari. S'estan investigant altres mesures.
Aquestes dades podrien enviar-se automàticament al metge a través d'un telèfon cel·lular amb accés a Internet. No obstant això, aquests dispositius són encara molt escassos al Japó, i el seu futur èxit comercial és difícil de predir. Està en desenvolupament un vàter operat per la veu que comprèn ordres verbals. Toto, Nais, i altres companyies també fabriquen «washlets de viatge» portàtils que funcionen amb bateries, que han d'emplenar-se amb aigua temperada abans d'usar-se.
És possible usar el doll d'aigua amb una opció d'alta pressió per realitzar un ènema, i alguns usuaris aprofiten aquesta funcionalitat. També hi ha informes de dones que usen el doll com a ajuda a la masturbació. No obstant això, no se sap com són de comunes aquestes pràctiques.
La funció d'escalfament del seient és molt comú, i es troba disponible fins i tot en vàters sense bidet incorporat. Sovint s'empra com a exemple de tecnologia innecessària, però en una casa sense calefacció central, la condícia pot estar a només uns pocs graus sobre zero a l'hivern, i un seient pre-escalfat pugues no semblar tan frívol.
Un assessor de seguretat de Trustwave informà el 2013 d'una vulnerabilitat informàtica que permet controlar sense autorització els vàters de la marca Satis amb l'aplicació de mòbil Androids "My Satis".

## Urinaris per a home i dona
Els urinaris al Japó són molt similars als urinaris de la resta del món, i són principalment usats per a serveis masculins públics o serveis masculins per a molts usuaris.
Abans i durant l'Era Meiji, els urinaris eren usats comunament per homes i dones. Tradicionalment, un quimono es porta sense roba interior, i les dones simplement alçaven el seu quimono, i amb una empenta cap amunt de la seva vulva, eren capaces de dirigir l'orina a l'urinari. Aquesta pràctica va desaparèixer al segle xx, després que la majoria de les dones van començar a vestir roba occidental. Avui dia, fins i tot el quimono es va veure gairebé sempre amb roba interior. L'urinari femení va viure una petita restauració entre 1951 i 1968 quan Toto els produïa. Aquest dispositiu de forma cònica se situava en el sòl. No obstant això, mai es van fer realment populars, i només queden alguns, com per exemple sota l'Estadi Nacional del Japó dels Jocs Olímpics d'Estiu de 1964 en Tòquio.

## Accessoris específics del Japó
Els serveis al Japó tenen accessoris molt similars als de la resta del món, incloent paper higiènic, escombreta, sifó, etc. No obstant això, hi ha alguns accessoris que rarament es troben fora del Japó.

### La Princesa del So

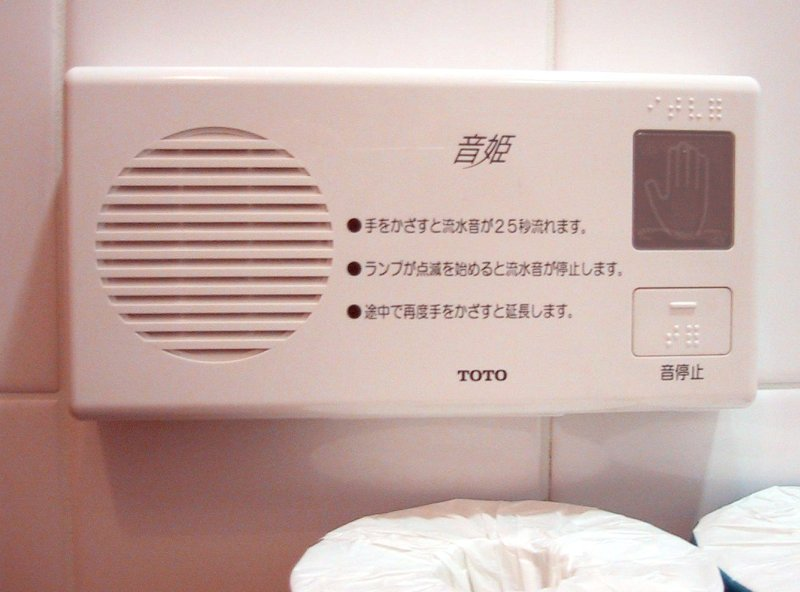
Una otohime en un servei femení.

Moltes dones japoneses se senten avergonyides davant el pensament que algú pugui sentir-les mentre estan ocupades en l'excusat.
Per cobrir el so de les funcions corporals, moltes dones van adoptar el costum de buidar contínuament la cisterna mentre usaven l'excusat, malgastant gran quantitat d'aigua en el procés. Com que les campanyes d'educació no van frenar aquesta pràctica, en la dècada de 1980 es va presentar un dispositiu que, en activar-se, produeix el so de l'aigua en caure sense necessitat de gastar aigua realment.
Un nom comercial comú és el d'Otohime (音姫), que literalment significa princesa del so, l'origen del qual és el de la deessa japonesa Otohime, la bella filla del rei del mar Ryujin (el nom de la deessa s'escriu de forma diferent, 乙姫, i significa "princesa més jove"). Aquest dispositiu avui dia s'instal·la sovint en els serveis femenins de recent construcció, i molts serveis antics també han estat actualitzats. El otohime pot ser o bé un dispositiu separat que funciona amb piles instal·lat en la paret al costat del vàter, o estar inclòs en el washlet. El dispositiu s'activa prement un botó o movent la mà enfront d'un sensor.
En activar-se, el dispositiu sintetitza un fort so similar al de buidar una cisterna. El so s'atura al cap d'un cert temps o es pot parar amb una nova pulsació del botó. S'estima que estalvia uns 20 litres d'aigua per ús. No obstant això, algunes dones pensen que el otohime té un so artificial i prefereixen de continuar buidant la cisterna. De moment, sembla que no hi ha demanda d'aquests dispositius en els serveis masculins, per la qual cosa rarament n'hi ha d'instal·lats.

### Sabatilles de cambra de bany

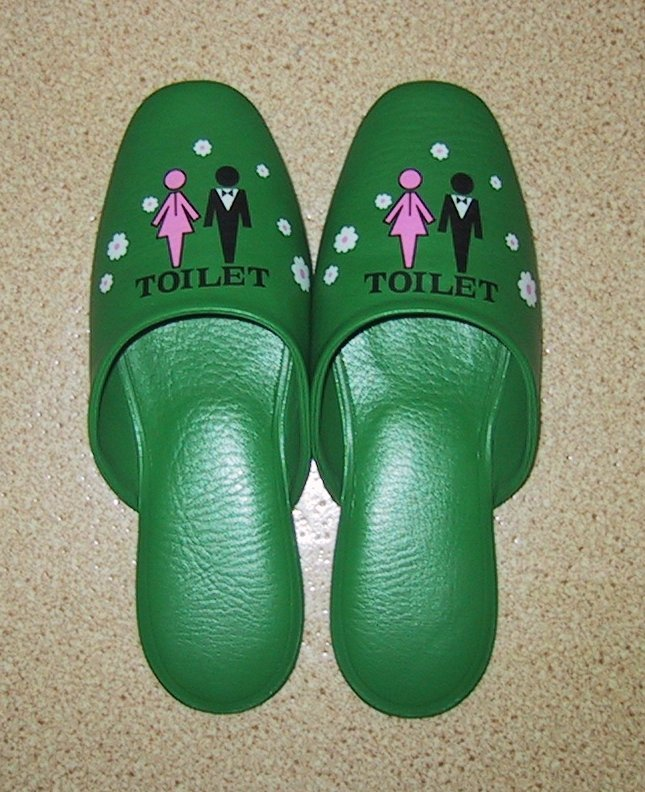
Un parell de sabatilles de bany.

En la vida japonesa hi ha certa tendència a separar les àrees entre netes i no netes, i el contacte entre aquestes àrees es minimitza.
Per exemple, l'interior de la casa es considera net, mentre l'exterior no ho està. Per mantenir ambdues àrees separades, els japonesos es descalcen en entrar a les seves cases perquè les sabates no toquin l'àrea neta dins de la casa. Històricament, els serveis estaven fos de la casa, i per anar a ells es portaven les sabates posades. Avui dia, la condícia sol estar dins de les cases i les condicions higièniques han millorat molt, però encara es considera com una àrea no neta. Per minimitzar el contacte entre el sòl no net de la condícia amb el sòl net de la resta de la casa, moltes llars tenen sabatilles de cambra de bany enfront de la porta d'aquest. Aquestes han de posar-se quan un entra en la condícia, i han de llevar-se quan se surt. En cap cas s'ha de caminar per la casa amb les sabatilles de cambra de bany.

## Serveis públics
Els serveis públics són fàcils de trobar al Japó. Hi ha serveis en grans magatzems, supermercats, llibreries, tendes de CD, parcs, gairebé totes les tendes 24h i en gairebé totes les estacions de ferrocarril. A partir de la dècada de 1990, hi ha hagut un moviment per aconseguir que els serveis públics siguin més nets i més hospitalaris del que eren prèviament.
Molts serveis públics avui dia tenen ambdós tipus de vàters, encara que tants uns altres no els tenen. Moltes estacions de tren a l'àrea de Tòquio i escoles públiques per tot Japó, per exemple, només disposen d'excusats tradicionals. A més, trens, parcs, temples i restaurants tradicionals japonesos típicament només tenen aquest tipus d'excusats. Els usuaris que no estiguin acostumats a ells poden o bé buscar les cambres indicades amb els kanji 洋式 (yōshiki), les paraules angleses western-style, un símbol per al tipus de condícia, o qualsevol combinació dels anteriors. Alternativament, l'usuari pot buscar un excusat per a discapacitats (si és que hi ha algun).
No sempre hi ha disponible paper higiènic. Sovint es proporcionen gratuïtament paquets de mocadors de paper als vianants com a reclam publicitari. De vegades hi ha màquines expenedores de paper higiènic que funcionen amb monedes en l'exterior dels serveis.
Molts serveis públics tampoc disposen de sabó per a rentar-se les mans, o de tovalloles per a eixugar-se. Molta gent per això porta un mocador aconsegueixo per a aquestes ocasions, i alguns fins a porten sabó. Alguns serveis públics tenen assecadors de mà amb aire calent per reduir el desaprofitament de paper. Algunes persones simplement no es renten les mans, però això es considera una falta de cortesia greu, igual que en altres cultures.
Els serveis públics japoneses poden ser bastant bruts o més aviat polits, depenent de la situació. Si un vol trobar una condícia neta amb tots els entreteniments, és una bona idea provar en uns grans magatzems cars tal com Isetan o Seiyu. Aquests serveis públics solen estar ben il·luminats, ser espaiosos, equipats amb dispensadores de sabó, baietes anti-bacterianes, cobertes de paper per als seients dels vàters i assecadors de mans. Es netegen rutinàriament diverses vegades al dia. Alguns fins a tenen washlets instal·lats. Les llibreries grans sovint ofereixen serveis netes i tendeixen a tenir menys tràfic i estar millor mantinguts que altres serveis públics. En l'altre extrem de l'espectre de neteja es troben els serveis de les estacions de trens i parcs públics.

## Aspectes culturals
Al Japó, ser net és un factor molt important; algunes paraules japoneses que indiquen neteja també es pot usar per descriure bellesa.
La paraula kirei (奇麗, きれい) es pot definir com bonic, bell; net; pur; ordenat. Això pot explicar tant l'èxit continuat dels excusats tipus placa turca, que manquen de contacte directe amb les seves superfícies, i també l'èxit dels vàters d'alta tecnologia amb bidet incorporat. Ocasionalment, fins i tot els serveis occidentals s'usen a la gatzoneta. També hi ha un gran mercat per desodorants i refrescadors d'aire que afegeixen una aroma agradable a l'àrea, fins al punt que una companyia comercialitza una píndola que, consumida al costat del menjar, fa que suposadament la femta manqui d'olor.
En les condicions d'amuntegament en les quals sovint es viu a les ciutats japoneses, i la falta d'habitacions que es puguin tancar amb clau (com és habitual a les cases tradicionals japoneses), la condícia és una de les poques habitacions que ofereixen privadesa.
Algunes cambres de bany tenen una prestatgeria per a llibres, en unes altres la gent entra amb un periòdic, i algunes fins i tot estan plenes de pòsters. Així i tot, aquests serveis estan, sempre que és possible, en habitacions separades de les quals s'usen per banyar-se. Això es deu al criteri de separar les àrees netes de les brutes, i aquest fet és un factor que es considera en llogar una propietat.
Tant l'excusat tradicional com el d'alta tecnologia poden resultar una font de confusió per als estrangers que no estan acostumats a aquests dispositius. Molts serveis japoneses disposen ara d'un breu manual escrit en anglès al costat del panell de control o tenen botons escrits en anglès per reduir el xoc cultural. Fins i tot japonesos no habituats a aquests dispositius s'han trobat en la mateixa situació denigrant.

## Economia

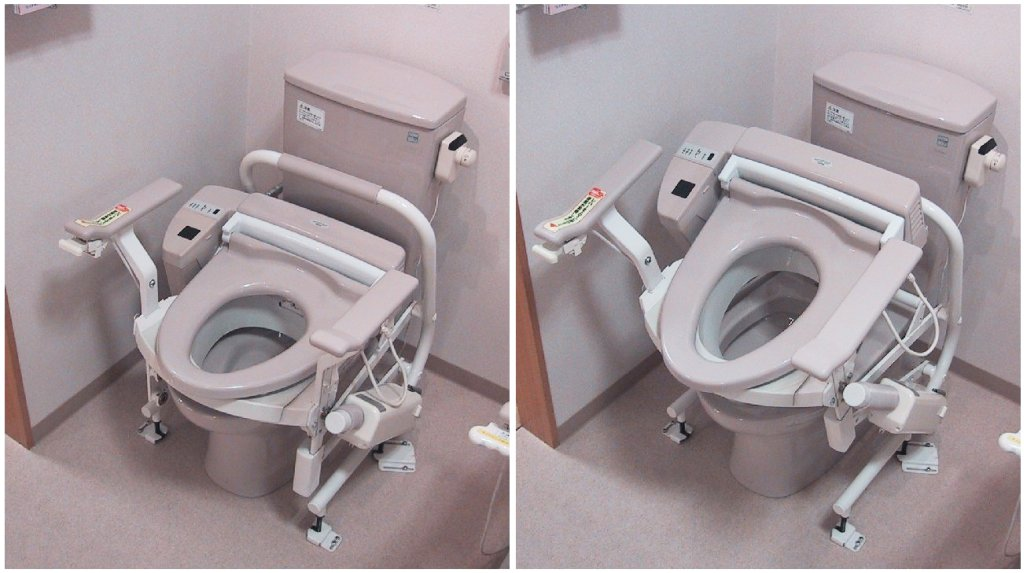
Seient de vàter elevat elèctricament per a ancians.

Toto és el major productor de serveis sanitaris del món, incloent-hi washlets. Washlets i altres productes relacionats amb el vàter es fabriquen també per Inax, NAIS, i Panasonic. El mercat mundial de vàters d'alta tecnologia va ser de 800 milions de dòlars nord-americans el 1997. El major productor és Toto, amb el 50% de quota de mercat, mentre que el segon és Inax amb el 25%. El principal mercat dels washlets segueix sent Japó, i Toto ha informat que les vendes en l'exterior suposen només un 5% dels seus beneficis.
El principal mercat estranger és Xina, on Toto ven més d'un milió de washlets a l'any. En els Estats Units per exemple, les vendes estan molt per sota dels nivells japonesos, encara que les vendes han millorat des de les 600 unitats mensuals el 2001 fins a les 1000 unitats mensuals el 2003. En Europa, Toto només ven 5000 unitats a l'any. Mentre la majoria dels europeus probablement considerarien els washlets com una curiositat, les vendes a Europa estan a l'alça. Això es deu principalment als excusats especials para persones amb discapacitats. Depenent del tipus de problema, les persones minusvàlides poden tenir dificultat a netejar-se a si mateixes després de l'ús de la condícia. D'aquí la introducció dels serveis amb un doll netejador i assecador que els evita la molèstia de sol·licitar a una altra persona que els ajudi en un procediment que poden considerar inherentment privat.
Hi ha diverses raons per a les vendes fora del Japó. Una raó principal és que als usuaris els porta algun temps fer-se a la idea del washlet. Les vendes al Japó també eren lentes quan es va presentar el producte inicialment el 1980, però després de certa aclimatació, les vendes van millorar significativament a partir de 1985. Al voltant de 1990, el 10% de les llars japoneses tenien un washlet, i aquest nombre va pujar fins al 50% el 2002. Toto espera una corresponent pujada en les vendes a l'estranger en els propers anys. Una altra raó és la falta d'una font d'electricitat prop de la condícia. Mentre pràcticament totes cambres de bany japoneses tenen un endoll després del vàter, molts serveis estrangeres no tenen cap a prop. Finalment, a Europa, existeix la competència amb el bidet tradicional occidental; d'altra banda, els nord-americans no estan acostumats a cap mena de bidet.